# Люхуа (газовое месторождение)
Люхуа (англ. Liuhua) — группа шельфовых газоконденсатных месторождений в Китае. Расположена в восточной части Южно-Китайского моря. Открыта в декабре 2009 года, введена в эксплуатацию в сентябре 2020 года.
Средняя глубина в районе Люхуа составляет 410 метров. В рамках проекта планируется эксплуатировать 26 скважин. Оператором месторождение является китайская нефтяная компания China National Offshore Oil Corporation.